# Список представительств субъектов Российской Федерации в Москве
В данном списке представлена информация о представительствах субъектов Российской Федерации, расположенных на территории Москвы.
В списке указаны:
- фотография представительства — графа «Изображение»;
- название субъекта Российской Федерации — графа «Субъект»;
- информация об официальном названии представительства — графа «Название представительства»;
- данные о непосредственном руководителе представительства с указанием даты вступления в должность — графа «Глава и дата вступления в должность»;
- данные о расположении — графа «Адрес и район Москвы»;
- указание координат мест расположения представительств — графа «Координаты»;
- ссылка на официальный сайт представительства — графа «Сайт»[к. 1].

Представительства администраций краёв и областей при правительстве Российской Федерации действуют в соответствии с указом президента Российской Федерации от 2 апреля 1992 года № 323 «О представительствах администраций краев и областей при Правительстве Российской Федерации». Согласно указу администрации краёв и областей вправе по согласованию с правительством Российской Федерации учреждать представительства администраций при правительстве Российской Федерации.
Представительства субъекта Российской Федерации — представительство субъекта на федеральном уровне. Официально — это представительство при Правительстве или Президенте РФ. Оно возглавляется представителем исполнительной власти — чаще всего в ранге заместителя главы правительства субъекта. В принципе — это представительство не только исполнительной власти, но и законодательной (представительной) власти субъекта. Содействует учету интересов субъекта при решении вопросов в федеральных органах. Укрепляет контакты органов субъекта с федеральными органами и их подразделениями. Оказывает помощь должностным лицам субъекта при решении ими служебных вопросов в столице. Распространяет информацию о положении дел в субъекте. Содействует организации исследований, необходимых субъекту, а также привлечению научных, хозяйственных и иных структур к решению его проблем.
По состоянию на декабрь 2015 года на территории Москвы были расположены 82 представительства. Ранее в Москве располагались представительства Приморского и Камчатский краёв, однако, они были ликвидированы в 2013 и 2015 годах соответственно. Город федерального значения Москва и Московская область не имеют в столице своего представительства.

## Представительствареспублик
| Изображение | Субъект                             | Название представительства                                                                           | Глава и дата вступления в должность              | Адрес и район Москвы                                          | Координаты                      | Сайт   |
| ----------- | ----------------------------------- | --- | ------------------------------------------------ | ------------------------------------------------------------- | ------------------------------- | ------ |
|             | Республика Адыгея                   | Постоянное представительство Республики Адыгея при Президенте Российской Федерации                   | Валерий Полевой 5 мая 2011                       | Старый Толмачёвский переулок, д. 6, Замоскворечье, ЦАО        | 55°44′24″ с. ш. 37°37′54″ в. д. | [ 3 ]  |
|             | Республика Алтай                    | Постоянное представительство Республики Алтай в городе Москве                                        | Ирина Лозовая 9 апреля 2010                      | Тетеринский переулок, д. 68/18, стр. 8, Таганский, ЦАО        | 55°44′43″ с. ш. 37°39′12″ в. д. | [ 4 ]  |
|             | Республика Башкортостан             | Полномочное Представительство Республики Башкортостан при Президенте Российской Федерации            | Сергей Греков 14 февраля 2022                    | Доброслободская улица, д. 6, стр. 2, Басманный, ЦАО           | 55°46′05″ с. ш. 37°40′19″ в. д. | [ 5 ]  |
|             | Республика Бурятия                  | Полномочное представительство Республики Бурятия при Президенте Российской Федерации                 | Анатолий Лехатинов 1 марта 2010                  | Мясницкая улица, д. 43, стр. 2, Красносельский, ЦАО           | 55°46′06″ с. ш. 37°38′34″ в. д. | [ 6 ]  |
|             | Республика Дагестан                 | Постоянное представительство Республики Дагестан при Президенте Российской Федерации                 | Александр Ермошкин 31 января 2013                | Улица Покровка, д. 28, стр. 4-4а, Басманный, ЦАО              | 55°45′36″ с. ш. 37°39′01″ в. д. | [ 7 ]  |
|             | Республика Ингушетия                | Постоянное представительство Республики Ингушетия при Президенте Российской Федерации                | Илезов Михаил 08 августа 2022                    | Воронцовская улица, д. 22, стр. 2, Таганский, ЦАО             | 55°44′12″ с. ш. 37°39′27″ в. д. | [ 8 ]  |
|             | Республика Кабардино-Балкария       | Постоянное представительство Кабардино-Балкарской Республики при Президенте Российской Федерации     | Ратмир Бекишев 11 октября 2014                   | Улица Александра Солженицына, д. 4, стр. 1, Таганский, ЦАО    | 55°44′31″ с. ш. 37°39′25″ в. д. | [ 9 ]  |
|             | Республика Калмыкия                 | Постоянное Представительство Республики Калмыкия при Президенте Российской Федерации                 | Аминула Гамзатов 3 ноября 2015                   | Поклонная улица, д. 12, стр. 2, Дорогомилово, ЗАО             | 55°44′11″ с. ш. 37°31′37″ в. д. | [ 10 ] |
|             | Республика Карачаево-Черкесия       | Постоянное представительство Карачаево-Черкесской Республики при Президенте Российской Федерации     | Борис Батчаев 22 марта 2011                      | Улица Воздвиженка, д. 4/7, Арбат, ЦАО                         | 55°45′09″ с. ш. 37°36′37″ в. д. | [ 11 ] |
|             | Республика Карелия                  | Постоянное представительство Республики Карелия при Президенте Российской Федерации                  | Владимир Тимофеев 27 октября 2017                | Армянский пер., д. 9, Басманный, ЦАО                          | 55°45′34″ с. ш. 37°38′14″ в. д. | [ 12 ] |
|             | Республика Коми                     | Постоянное представительство Республики Коми при Президенте Российской Федерации                     | Иван Стукалов 2 мая 2012                         | Волоколамское шоссе, д. 62, Покровское-Стрешнево, СЗАО        | 55°49′02″ с. ш. 37°27′46″ в. д. | [ 13 ] |
|             | Республика Крым                     | Постоянное Представительство Республики Крым при Президенте Российской Федерации                     | Георгий Мурадов 26 апреля 2014                   | Новый Арбат, д. 36/9, Арбат, ЦАО                              | 55°45′13″ с. ш. 37°34′38″ в. д. | [ 14 ] |
|             | Республика Марий Эл                 | Постоянное представительство Республики Марий Эл при Президенте Российской Федерации                 | Александр Моклаков 1 июля 2010                   | Улица Большая Якиманка, д. 50, Якиманка, ЦАО                  | 55°43′56″ с. ш. 37°36′40″ в. д. | [ 15 ] |
|             | Республика Мордовия                 | Постоянное представительство Республики Мордовия при Президенте Российской Федерации                 | Виктор Чиндяскин 9 декабря 1995                  | Улица Образцова, д. 29, Марьина роща, СВАО                    | 55°47′31″ с. ш. 37°36′33″ в. д. | [ 16 ] |
|             | Республика Саха (Якутия)            | Постоянное представительство Республики Саха (Якутия) при Президенте Российской Федерации            | Алексей Стручков 15 ноября 2013                  | Мясницкий проезд, д. 3, стр. 1, Красносельский, ЦАО           | 55°46′07″ с. ш. 37°38′48″ в. д. | [ 17 ] |
|             | Республика Северная Осетия — Алания | Постоянное представительство Республики Северная Осетия — Алания при Президенте Российской Федерации | Зураб Макиев 30 ноября 2012                      | Дурасовский переулок, д. 1/9, Басманный, ЦАО                  | 55°45′18″ с. ш. 37°38′56″ в. д. | [ 18 ] |
|             | Республика Татарстан                | Постоянное представительство Республики Татарстан при Президенте Российской Федерации                | Равиль Ахметшин 12 апреля 2010 года              | 3-й Котельнический переулок, д. 13/15, стр. 1, Таганский, ЦАО | 55°44′32″ с. ш. 37°38′46″ в. д. | [ 19 ] |
|             | Республика Тыва                     | Постоянное представительство Республики Тыва при Президенте Российской Федерации                     | Андрей Замураев 7 октября 2013                   | Донская улица, д. 8, корп. 2, Якиманка, ЦАО                   | 55°43′24″ с. ш. 37°36′24″ в. д. | [ 20 ] |
|             | Удмуртская Республика               | Постоянное представительство Главы Удмуртской Республики при Президенте Российской Федерации         | Светлана Константиновна Смирнова 17 октября 2014 | Октябрьский переулок, д. 9, Марьина роща, СВАО                | 55°47′10″ с. ш. 37°36′41″ в. д. | [ 21 ] |
|             | Республика Хакасия                  | Постоянное представительство Республики Хакасия при Президенте Российской Федерации                  | Николай Локтионов 22 апреля 2009                 | Мамоновский переулок, д. 6, Тверской, ЦАО                     | 55°45′58″ с. ш. 37°35′56″ в. д. | [ 22 ] |
|             | Чеченская Республика                | Постоянное представительство Чеченской Республики при Президенте Российской Федерации                | Бекхан Таймасханов 5 ноября 2008                 | Астраханский переулок, дом 17/27, строение 1,Мещанский ЦАО    | 55°46′47″ с. ш. 37°38′27″ в. д. | [ 23 ] |
|             | Чувашская Республика                | Полномочное представительство Чувашской Республики при Президенте Российской Федерации               | Петр Чекмарев 18 марта 2019                      | Большая Ордынка, д. 46, стр. 1, Якиманка, ЦАО                 | 55°44′07″ с. ш. 37°37′26″ в. д. | [ 24 ] |

## Представительствакраёв
| Изображение | Субъект             | Вид представительства                                                                                 | Глава и дата вступления в должность | Адрес и район Москвы                                       | Координаты                      | Сайт   |
| ----------- | ------------------- | --- | ----------------------------------- | ---------------------------------------------------------- | ------------------------------- | ------ |
|             | Алтайский край      | Постоянное представительство Алтайского края при Правительстве Российской Федерации                   | Николай Борисенко 1 августа 2012    | Большой Толмачёвский переулок, д. 5, стр. 9, Якиманка, ЦАО | 55°44′25″ с. ш. 37°37′11″ в. д. | [ 25 ] |
|             | Забайкальский край  | Представительство Правительства Забайкальского края при Правительстве Российской Федерации            | Виктор Столяров 1 июля 2008         | Новый Арбат, д. 19, Арбат, ЦАО                             | 55°45′06″ с. ш. 37°35′18″ в. д. | [ 26 ] |
|             | Краснодарский край  | Постоянное представительство администрации Краснодарского края при Правительстве Российской Федерации | Вера Тонких 14 апреля 2006          | 2-й Казачий переулок, д. 6, Якиманка, ЦАО                  | 55°44′00″ с. ш. 37°37′16″ в. д. | [ 27 ] |
|             | Красноярский край   | Постоянное представительство Красноярского края при Правительстве Российской Федерации                | Константин Бахусов 17 мая 2010      | Нижний Кисельный переулок, д. 10, Мещанский, ЦАО           | 55°45′54″ с. ш. 37°37′22″ в. д. | [ 28 ] |
|             | Пермский край       | Постоянное представительство Пермского края при Правительстве Российской Федерации                    | Сергей Егиазарян 18 июня 2012       | Тверская улица, д. 22А, Тверской, ЦАО                      | 55°46′01″ с. ш. 37°36′06″ в. д. | [ 29 ] |
|             | Ставропольский край | Представительство Правительства Ставропольского края при Правительстве Российской Федерации           | Юрий Гевко 2 июля 2012              | Улица Пречистенка, д. 40/2, стр. 1, Хамовники, ЦАО         | 55°44′22″ с. ш. 37°35′10″ в. д. | [ 30 ] |
|             | Хабаровский край    | Представительство Правительства Хабаровского края при Правительстве Российской Федерации              | Максим Пешин 10 июля 2009           | Новый Арбат, д. 19, Арбат, ЦАО                             | 55°45′06″ с. ш. 37°35′18″ в. д. | [ 31 ] |

## Представительстваобластей
| Изображение | Субъект                 | Вид представительства | Глава и дата вступления в должность                                                                  | Адрес и район Москвы                                               | Координаты                      | Сайт   |
| ----------- | ----------------------- | --- | --- | ------------------------------------------------------------------ | ------------------------------- | ------ |
|             | Амурская область        | ГКУ АО «Представительство Амурской области при Президенте Российской Федерации и Правительстве Российской Федерации»                 | Илья Валентинович Хорошилов Ноябрь 2019                                                              | Неглинная 15 стр.1                                                 | 55°45′47″N, 37°37′11″E          | [ 32 ] |
|             | Архангельская область   | Представительство Архангельской области при Правительстве Российской Федерации                                                       | Владимир Щелоков 25 апреля 2012                                                                      | Новый Арбат, д. 19, Арбат, ЦАО                                     | 55°45′06″ с. ш. 37°35′18″ в. д. | [ 33 ] |
|             | Астраханская область    | Представительство Губернатора Астраханской области при Правительстве Российской Федерации                                            | Николай Королёв 13 января 2006                                                                       | Проспект Мира, д. 3, корп. 1, Мещанский, ЦАО                       | 55°46′24″ с. ш. 37°37′54″ в. д. | [ 34 ] |
|             | Белгородская область    | Представительство правительства Белгородской области при Правительстве Российской Федерации                                          | Александр Мацепуро 3 июня 2003                                                                       | Загородное шоссе, д. 1, корп. 3, Донской, ЮАО                      | 55°41′57″ с. ш. 37°36′53″ в. д. | [ 35 ] |
|             | Брянская область        | Постоянное представительство администрации Брянской области при Правительстве Российской Федерации                                   | Геннадий Лемешов 23 сентября 2014                                                                    | Краснопресненская набережная, д. 10, стр. 4, Пресненский, ЦАО      | 55°44′16″ с. ш. 37°38′00″ в. д. | [ 36 ] |
|             | Владимирская область    | Представительство администрации Владимирской области при Правительстве Российской Федерации                                          | Владимир Чесноков 15 июля 2006                                                                       | Скорняжный переулок, д. 2, Красносельский, ЦАО                     | 55°46′23″ с. ш. 37°38′30″ в. д. | [ 37 ] |
|             | Волгоградская область   | Представительство Волгоградской области в городе Москве                                                                              | Альберт Льянов 1 апреля 2014                                                                         | Мамоновский переулок, д. 6, Тверской, ЦАО                          | 55°45′58″ с. ш. 37°35′56″ в. д. | [ 38 ] |
|             | Вологодская область     | Представительство Вологодской области при Президенте РФ и Правительстве РФ                                                           | Марина Соколова 26 января 2012                                                                       | Староконюшенный переулок, д. 4, стр. 5, Хамовники, ЦАО             | 55°44′38″ с. ш. 37°35′43″ в. д. | [ 39 ] |
|             | Воронежская область     | Представительство Воронежской области при федеральных органах государственной власти Российской Федерации                            | Елена Фаддеева 25 декабря 2012                                                                       | 2-я Тверская-Ямская улица, д. 26, Тверской, ЦАО                    | 55°46′20″ с. ш. 37°35′37″ в. д. | [ 40 ] |
|             | Ивановская область      | Представительство Правительства Ивановской области в городе Москве                                                                   | Светлана Логинова 1 февраля 2011                                                                     | Новый Арбат, д. 36/9, Арбат, ЦАО                                   | 55°45′13″ с. ш. 37°34′38″ в. д. | [ 41 ] |
|             | Иркутская область       | Представительство Правительства Иркутской области при Правительстве Российской Федерации в городе Москве                             | Шамиль Баулов 01 февраля 2015                                                                        | Дурасовский переулок, д. 3, стр. 2, Басманный, ЦАО                 | 55°45′17″ с. ш. 37°38′58″ в. д. | [ 42 ] |
|             | Калининградская область | Представительство Правительства Калининградской области при Правительстве Российской Федерации в городе Москве                       | Денис Салий 13 марта 2018                                                                            | Улица Красная Пресня, д. 7, Пресненский, ЦАО                       | 55°45′37″ с. ш. 37°34′24″ в. д. | [ 43 ] |
|             | Калужская область       | Представительство Правительства Калужской области при Правительстве Российской Федерации в городе Москве                             | Владимир Потёмкин 17 октября 2001                                                                    | Глазовский переулок, д. 8, Арбат, ЦАО                              | 55°44′39″ с. ш. 37°35′10″ в. д. | [ 44 ] |
|             | Кемеровская область     | Представительство Администрации Кемеровской области при Правительстве Российской Федерации                                           | Тамара Звягина 4 декабря 2004                                                                        | Кузбасская площадь, д. 1, Замоскворечье, ЦАО                       | 55°44′34″ с. ш. 37°37′52″ в. д. | [ 45 ] |
|             | Кировская область       | Представительство Правительства Кировской области при Правительстве Российской Федерации                                             | Игорь Антипов 17 июня 2013                                                                           | Кутузовский проспект, д.12, Дорогомилово, ЗАО                      | 55°44′56″ с. ш. 37°33′26″ в. д. | [ 46 ] |
|             | Костромская область     | Представительство Администрации Костромской области при Правительстве Российской Федерации                                           | Евгений Лиштовный 2 мая 2012                                                                         | Новый Арбат, д. 19, Арбат, ЦАО                                     | 55°45′06″ с. ш. 37°35′18″ в. д. | [ 47 ] |
|             | Курганская область      | Представительство Курганской области при Правительстве Российской Федерации                                                          | Николай Григорьев 30 мая 2006                                                                        | Пушкинская площадь, д. 5, Тверской, ЦАО                            | 55°45′58″ с. ш. 37°36′19″ в. д. | [ 48 ] |
|             | Курская область         | Представительство Курской области при Правительстве Российской Федерации                                                             | Виктор Черных 14 апреля 2005                                                                         | Улица Воздвиженка, д. 4/7, Арбат, ЦАО                              | 55°45′09″ с. ш. 37°36′37″ в. д. | [ 49 ] |
|             | Ленинградская область   | Представительство Правительства Ленинградской области при Правительстве Российской Федерации                                         | Михаил Москвин август 2021 г.                                                                        | Новый Арбат, д. 15, стр. 1, Арбат, ЦАО                             | 55°45′07″ с. ш. 37°35′35″ в. д. | [ 50 ] |
|             | Липецкая область        | Представительство Правительства Липецкой области при Правительстве Российской Федерации                                              | Владимир Любезнов 1 января 2022                                                                      | Новый Арбат, д. 19, Арбат, ЦАО                                     | 55°45′06″ с. ш. 37°35′18″ в. д. | [ 51 ] |
|             | Магаданская область     | Представительство администрации Магаданской области при Правительстве Российской Федерации                                           | Юрий Засько 26 сентября 2004                                                                         | Новый Арбат, д. 19, Арбат, ЦАО                                     | 55°45′06″ с. ш. 37°35′18″ в. д. | [ 52 ] |
|             | Мурманская область      | Представительство Правительства Мурманской области при Правительстве Российской Федерации                                            | Татьяна Сидорова 9 апреля 2013                                                                       | Большая Никитская улица, д. 12, Пресненский, ЦАО                   | 55°45′23″ с. ш. 37°36′24″ в. д. | [ 53 ] |
|             | Нижегородская область   | Представительство Правительства Нижегородской области при Правительстве Российской Федерации                                         | Сергей Гранков 8 октября 2020                                                                        | Малый Палашёвский переулок, д. 7, Тверской, ЦАО                    | 55°45′56″ с. ш. 37°36′09″ в. д. | [ 54 ] |
|             | Новгородская область    | Представительство Администрации Новгородской области при Правительстве Российской Федерации                                          | Вячеслав Лаптиев 24 сентября 2007                                                                    | Пушкинская площадь, д. 5, Тверской, ЦАО                            | 55°45′56″ с. ш. 37°36′09″ в. д. | [ 55 ] |
|             | Новосибирская область   | Представительство Администрации Губернатора Новосибирской области и Правительства Новосибирской области в Москве                     | Иван Стариков 25 апреля 2014                                                                         | Скатертный переулок, д. 25, Пресненский, ЦАО                       | 55°39′19″ с. ш. 37°34′24″ в. д. | [ 56 ] |
|             | Омская область          | Представительство Омской области при Правительстве Российской Федерации                                                              | Андрей Ишков 14 мая 2015                                                                             | Большой Козловский переулок, д. 14/15, Басманный, ЦАО              | 55°45′56″ с. ш. 37°38′51″ в. д. | [ 57 ] |
|             | Оренбургская область    | Представительство Оренбургской области при Правительстве Российской Федерации                                                        | Копылов Алексей Владимирович                                                                         | Кременчугская улица, д. 22, корп. 2, Фили-Давыдково, ЗАО           | 55°43′05″ с. ш. 37°27′36″ в. д. | [ 58 ] |
|             | Орловская область       | Представительство Орловской области при Правительстве Российской Федерации                                                           | Оздоев Бекхан Ибрагимович 18 февраля 2015                                                            | Гончарная улица, д. 12, стр. 3, Таганский, ЦАО                     | 55°45′56″ с. ш. 37°38′51″ в. д. | [ 59 ] |
|             | Пензенская область      | Представительство Правительства Пензенской области при Правительстве Российской Федерации                                            | Евгений Розман 31 октября 2014                                                                       | Ленинский проспект, д. 42, корп. 1-2-3, Гагаринский, ЮЗАО          | 55°42′09″ с. ш. 37°33′58″ в. д. | [ 60 ] |
|             | Псковская область       | Представительство Администрации Псковской области при Правительстве Российской Федерации                                             | Булат Валеев 9 июля 2013                                                                             | Олимпийский проспект, д. 16, стр. 1, Мещанский, ЦАО                | 55°45′56″ с. ш. 37°38′51″ в. д. | [ 61 ] |
|             | Ростовская область      | Представительство Правительства Ростовской области при Правительстве Российской Федерации                                            | Игорь Бигвавый 31 марта 2008                                                                         | Большой Овчинниковский переулок, д. 26, стр. 4, Замоскворечье, ЦАО | 55°44′39″ с. ш. 37°37′45″ в. д. | [ 62 ] |
|             | Рязанская область       | Представительство Рязанской области при Правительстве Российской Федерации                                                           | Надежда Назина 29 октября 2012                                                                       | Малый Толмачёвский переулок, д. 10, стр. 1, Якиманка, ЦАО          | 55°44′28″ с. ш. 37°37′10″ в. д. | [ 63 ] |
|             | Самарская область       | Полномочное представительство Губернатора Самарской области при Президенте Российской Федерации и Правительстве Российской Федерации | Игорь Ерёмин 16 ноября 2012                                                                          | 1-я Квесисская улица, д. 12, Савёловский, САО                      | 55°47′38″ с. ш. 37°34′49″ в. д. | [ 64 ] |
|             | Саратовская область     | Представительство Правительства Саратовской области при Правительстве Российской Федерации                                           | Александр Максимов 7 июня 2012                                                                       | Подкопаевский переулок, д. 7, стр. 3, Басманный, ЦАО               | 55°45′14″ с. ш. 37°38′35″ в. д. | [ 65 ] |
|             | Сахалинская область     | Представительство Губернатора и Правительства Сахалинской области в городе Москве                                                    | Галина Павлова 14 сентября 2007                                                                      | Новый Арбат, д. 19, Арбат, ЦАО                                     | 55°45′06″ с. ш. 37°35′18″ в. д. | [ 66 ] |
|             | Свердловская область    | Постоянное представительство Губернатора Свердловской области при Президенте Российской Федерации                                    | Андрей Владимирович Цыкун 3 апреля 2025                                                              | Курсовой переулок, д. 8, стр. 2, Хамовники, ЦАО                    | 55°44′27″ с. ш. 37°36′17″ в. д. | [ 68 ] |
|             | Смоленская область      | Представительство Администрации Смоленской области при Правительстве Российской Федерации                                            | Светлана Смирницкая 9 декабря 2013 (исполняющая обязанности)                                         | Кутузовский проспект, д. 11, Дорогомилово, ЗАО                     | 55°44′51″ с. ш. 37°33′37″ в. д. | [ 69 ] |
|             | Тамбовская область      | Представительство Тамбовской области при Правительстве Российской Федерации                                                          | Врио Руководителя Трусова Анна Алексеевна январь 2022 \|\|Москва Глазовский переулок д.4, стр.8, ЦАО | 55°43′43″ с. ш. 37°36′56″ в. д.                                    | [ 70 ]                          |        |
|             | Тверская область        | Представительство Правительства Тверской области в городе Москве                                                                     | Сергей Качушкин 14 ноября 2012                                                                       | Новый Арбат, д. 19, Арбат, ЦАО                                     | 55°45′06″ с. ш. 37°35′18″ в. д. | [ 71 ] |
|             | Томская область         | Представительство Томской области при Правительстве Российской Федерации                                                             | Владимир Жидких 2 сентября 2013                                                                      | Кадашёвская набережная, д. 6/1/2, стр. 1, Якиманка, ЦАО            | 55°44′35″ с. ш. 37°37′03″ в. д. | [ 72 ] |
|             | Тюменская область       | Представительство Правительства Тюменской области в органах государственной власти Российской Федерации                              | Павел Тараканов 13 февраля 2012                                                                      | Пятницкая улица, д. 47, стр. 2, Замоскворечье, ЦАО                 | 55°44′12″ с. ш. 37°37′42″ в. д. | [ 73 ] |
|             | Тульская область        | Представительство Правительства Тульской области при Правительстве Российской Федерации                                              | Юрий Фомичев 12 марта 2021                                                                           | Весковский переулок, д. 2, Тверской, ЦАО                           | 55°46′42″ с. ш. 37°35′56″ в. д. | [ 74 ] |
|             | Ульяновская область     | Представительство Ульяновской области при Правительстве Российской Федерации                                                         | Шамиль Идрисов 10 февраля 2005                                                                       | Денежный переулок, д. 12, Хамовники, ЦАО                           | 55°44′37″ с. ш. 37°35′16″ в. д. | [ 75 ] |
|             | Челябинская область     | Постоянное Представительство Челябинской области при Правительстве Российской Федерации                                              | Александр Шепилов 4 июня 2014                                                                        | Славянская площадь, д. 2/5/4, стр. 3, Таганский, ЦАО               | 55°45′10″ с. ш. 37°38′04″ в. д. | [ 76 ] |
|             | Ярославская область     | Представительство Правительства Ярославской области в городе Москве                                                                  | Михаил Бондарчук 11 апреля 2013                                                                      | Новый Арбат, д. 19, Арбат, ЦАО                                     | 55°45′06″ с. ш. 37°35′18″ в. д. | [ 77 ] |

## Представительствагородов федерального значения
| Изображение | Субъект         | Вид представительства                                       | Глава и дата вступления в должность | Адрес и район Москвы                                 | Координаты                      | Сайт   |
| ----------- | --------------- | ----------------------------------------------------------- | ----------------------------------- | ---------------------------------------------------- | ------------------------------- | ------ |
|             | Санкт-Петербург | Представительство Правительства Санкт-Петербурга в Москве   | Николай Буханцов Ноябрь 2011        | Улица Спиридоновка, д. 20, стр. 1, Пресненский, ЦАО  | 55°45′40″ с. ш. 37°35′34″ в. д. | [ 78 ] |
|             | Севастополь     | Представительство Правительства Севастополя в городе Москве | Игорь Чекулаев Сентябрь 2015        | Славянская площадь, д. 2/5/4, стр. 3, Таганский, ЦАО | 55°45′10″ с. ш. 37°38′04″ в. д. |        |

## Представительствоавтономной области
| Изображение | Субъект                      | Название представительства                                                                          | Глава и дата вступления в должность | Адрес и район Москвы           | Координаты                      | Сайт   |
| ----------- | ---------------------------- | --------------------------------------------------------------------------------------------------- | ----------------------------------- | ------------------------------ | ------------------------------- | ------ |
|             | Еврейская автономная область | Представительство правительства Еврейской автономной области при Правительстве Российской Федерации | Дмитрий Астафьев 2005               | Новый Арбат, д. 19, Арбат, ЦАО | 55°45′06″ с. ш. 37°35′18″ в. д. | [ 79 ] |

## Представительстваавтономных округов
| Изображение | Субъект                                  | Название представительства                                                                                            | Глава и дата вступления в должность | Адрес и район Москвы                                       | Координаты                      | Сайт   |
| ----------- | ---------------------------------------- | --- | ----------------------------------- | ---------------------------------------------------------- | ------------------------------- | ------ |
|             | Ненецкий автономный округ                | Представительство Ненецкого автономного округа в г. Москве                                                            | Сергей Кокарев 23 января 2008       | Новый Арбат, д. 19, Арбат, ЦАО                             | 55°45′06″ с. ш. 37°35′18″ в. д. | [ 80 ] |
|             | Ханты-Мансийский автономный округ — Югра | Представительство Ханты-Мансийского автономного округа — Югры при Правительстве Российской Федерации и в субъектах РФ | Фануза Арсланова 28 июня 2010       | Староконюшенный переулок, д. 10/10, стр. 2, Хамовники, ЦАО | 55°44′42″ с. ш. 37°35′46″ в. д. | [ 81 ] |
|             | Чукотский автономный округ               | Представительство Чукотского автономного округа в Москве                                                              | Анастасия Рылькова 01 июля 2024     | Троицкая улица, д. 7/1, стр. 3, Мещанский, ЦАО             | 55°46′30″ с. ш. 37°37′19″ в. д. | [ 82 ] |
|             | Ямало-Ненецкий автономный округ          | Представительство Ямало-Ненецкого автономного округа при Правительстве Российской Федерации                           | Дмитрий Захаров 12 апреля 2010      | 2-й Спасоналивковский переулок, д. 5, Якиманка, ЦАО        | 55°43′54″ с. ш. 37°37′05″ в. д. | [ 83 ] |

## Упразднённые представительства
| Изображение | Субъект         | Название представительства                                                                            | Адрес и район Москвы                                 | Координаты                      | Дата упразднения |
| ----------- | --------------- | --- | ---------------------------------------------------- | ------------------------------- | ---------------- |
|             | Камчатский край | Представительство Губернатора и Правительства Камчатского края при Правительстве Российской Федерации | 101000 г. Москва, ул. Маросейка д.3/13, стр.1        | 55°45′27″ с. ш. 37°37′53″ в. д. | 29 октября 2015  |
|             | Приморский край | Представительство Администрации Приморского края при Правительстве Российской Федерации               | 1-й Красногвардейский проезд, д. 9, Пресненский, ЦАО | 55°45′08″ с. ш. 37°32′31″ в. д. | 29 июля 2013     |

## Комментарии
1. ↑  В случае, если у представительства нет своего собственного сайта, указывается ссылка на сайт властных структур субъектов, где содержится информация о местонахождении представительств и их основных функциях.
2. ↑  На официальный источниках указается адрес — улица Земляной Вал, д. 68/18, стр. 8
3. ↑  На официальный источниках указывается несуществующий адрес — Поклонная улица, д. 12/2
4. ↑  При этом, фактическим адресом представительства является дом № 9 по Армянскому переулку. Это разные крылья одного здания.
5. 1 2  Эта административная единица расположена на территории Крымского полуострова, бо́льшая часть которого  является объектом территориальных разногласий между Россией, контролирующей спорную территорию, и Украиной, в пределах признанных большинством государств — членов ООН границ которой спорная территория находится. Согласно федеративному устройству России, на спорной территории Крыма располагаются субъекты Российской Федерации — Республика Крым и город федерального значения Севастополь. Согласно административному делению Украины, на спорной территории Крыма располагаются регионы Украины — Автономная Республика Крым и город со специальным статусом Севастополь.
6. ↑  На официальном сайте представительства указается не корпус 1, а строение 1.
7. ↑  На официальный источниках указывается несуществующий адрес — Кутузовский проспект, д. 12, стр. 7. Де-факто, представительство находится в бывшем здании администрации Бадаевского пивоваренного завода
8. ↑  На официальный источниках указывается несуществующий адрес — Большой Козловский переулок, д. 14/15, стр. 1